# Tiimmy Turner
Tiimmy Turner è il secondo singolo del rapper statunitense Desiigner, pubblicato il 22 luglio 2016 come secondo singolo d'anticipazione dell'album di debutto dell'artista, The Life of Desiigner.
Il titolo del brano si riferisce al protagonista del cartone animato Due fantagenitori, Timmy Turner.

## Il brano

### Composizione
Il 23 giugno 2016 tramite la rivista XXL venne pubblicato un freestyle melodico a cappella fatto dal rapper che in poco tempo riscosse molto successo e discussioni sul web. Successivamente il rapper decise di evolvere il freestyle in un vero e proprio brano, rivelando il tutto con un video dove lo vedeva insieme al produttore Mike Dean lavorare alla versione ufficiale del brano. Successivamente pubblicò la versione intera del brano sul suo canale YouTube il 21 luglio 2016, pubblicando ufficialmente il brano come singolo il giorno successivo.

### Stile musicale
Tiimmy Turner è un brano trap che presenta temi lirici e synths tipici dell'horrorcore. Il brano presenta un'atmosfera molto dark dove la voce del rapper è modificata mediante l'Auto-Tune nel ritornello.

## Copertina
La copertina originale del brano è stata disegnata da KIDNERD, un fan del rapper che inviò la sua copertina per il brano al rapper tramite Twitter, ed il rapper decise di usarla come cover del singolo. Successivamente il rapper pubblicò anche un'altra cover per il brano.

## Classifiche
| Classifica (2016) | Posizione massima |
| ----------------- | ----------------- |
| Canada            | 64                |
| Francia           | 174               |
| Nuova Zelanda     | 47                |
| Stati Uniti       | 37                |